# Göran Unger
Göran Unger (Bernt Göran Unger; * 29. September 1899 in Bollnäs; † 6. April 1982 in Danderyd) war ein schwedischer Zehnkämpfer.
Bei den Olympischen Spielen 1924 in Paris wurde er Achter im Fünfkampf.
Seine persönliche Bestleistung im Zehnkampf von 6414,995 Punkten stellte er am 7. Oktober 1918 in Lundsberg auf.